# ميخائيل بتروف
ميخائيل بتروف (12 فبراير 1997 - ) هو لاعب كرة قدم روسي في مركز الدفاع.

## وصلات خارجية
- ميخائيل بتروف على موقع قاعدة بيانات كرة القدم.إي يو (الإنجليزية)